# 구덕회
구덕회(具德會, 1969년 1월 15일 ~ )는 대한민국의 컴퓨터 교육학자이다. 본관은 능성이다.

## 학력
- 서울교육대학교 학사
- 고려대학교 석사
- 한국교원대학교 박사

## 경력
- 서울시 초등학교 교사
- 한국전자통신연구원(ETRI) 위촉연구원
- 한국교육학술정보원(KERIS) 선임연구원
- 대구교육대학교 전임강사, 조교수
- 서울교육대학교 조교수, 부교수
- 현재 서울교육대학교 정교수

## 학회 활동
- 한국정보교육학회, 한국컴퓨터교육학회, 이러닝학회, 한국정보과학회, 한국콘텐츠학회

## 주요논문
- 멀티미디어 교육자료 개발 산출물의 단계별 심사 기준(2001.10)
- 교수 학습 디지털 컨텐트 통합 메타데이터 및 개체-관계 모델 설계(2002.11)
- 멀티미디어 자료의 교육적 활용을 위한 메타데이터 요소 정의 및 XML DTD 설계(2004.7)
- 교실 수업을 위한 웹 브라우저의 설계 및 구현(2005.3)
- 초,중등학교 교육정보자원 운영의 내실화 방안 연구(2007.7)
- 사이버가정학습 사용자 만족도 향상 방안 연구(2009.6)
- Trends and Revitalization of Smart-Learning in Elementary and Middle Schools(2012.5)
- PC 카메라 기반 원격교육 학습자 출석 확인 시스템의 설계 및 구현(2012.9)
- 초등 Science IT 융합교육 프로그램 개발 및 적용(2013.9)
- 소프트웨어 프로그래밍 기반의 디지털 스토리텔링 교육 프로그램 개발(2014.3)

## 주요저서
- 컴퓨터 알고싶어요(1995). 정훈출판사.
- 전산학개론(2004). 한올출판사.
- 컴퓨터개론(2008). 한올출판사.
- 이토이즈 교육용프로그램(2010). 휴먼싸이언스.
- 렉처메이커로 이러닝 콘텐츠 만들기(2010). 교육과학사.
- 누구나 배울 수 있는 C언어 프로그래밍(2014). 나무미디어.
- 소프트웨어 영재를 위한 Logo 프로그래밍(2014). 나무미디어.
- 이야기와 게임으로 배우는 스크래치(2015). 위키북스.

## 수상경력
- 2000. 12.  한국교육학술정보원장 표창
- 2001.  5.  교육과학기술부장관 표창
- 2013. 12.  국무총리 표창

## 참고자료
- “Joins 인물검색”. 2015년 8월 6일에 확인함. [깨진 링크(과거 내용 찾기)]
- “NAVER 인물검색”. 2016년 3월 5일에 원본 문서에서 보존된 문서. 2015년 8월 6일에 확인함.